# She Wanted to Marry a Hero
She Wanted to Marry a Hero er en amerikansk stumfilm fra 1910.

## Medvirkende
- Anna Rosemond som Elsie Plush
- Bernard Randall